# カウアイ郡 (ハワイ州)
カウアイ郡（英: Kauai County）は、アメリカ合衆国ハワイ州の郡である。郡域はカウアイ島、ニイハウ島、レフア島、カウラ島で構成されている。2010年国勢調査での人口は67,091人である。郡庁所在地はリフエである。
カパア小都市圏はカウアイ郡全体を含んでいる。
ジェームズ・クックは、第3回航海の途中で、ハワイ諸島に到達し、1778年1月20日にカウアイ島のワイメアに初上陸した。

## 地理
アメリカ合衆国国勢調査局に拠れば、郡域全面積は1266.37平方マイル (3,279.9km2)であり、このうち陸地は622.44平方マイル (1,612.1 km2)、水域は643.93平方マイル (1,667.8 km2)で水域率は50.85%である。太平洋に囲まれている。

### 隣接する郡
- ホノルル郡 - 南東

## 国立保護地域
- ハナレイ国立野生生物保護区
- フレイア国立野生生物保護区
- キラウエアポイント国立野生生物保護区

## 郡政府
カウアイ郡は郡長・郡政委員会方式を採用している。行政権は4年任期で無党派選挙で選ばれる郡長にある。立法権は7人の委員による郡政委員会にある。委員は全て2年任期であり、郡全体を選挙区とする無党派選挙で選出されている。

## 人口動態

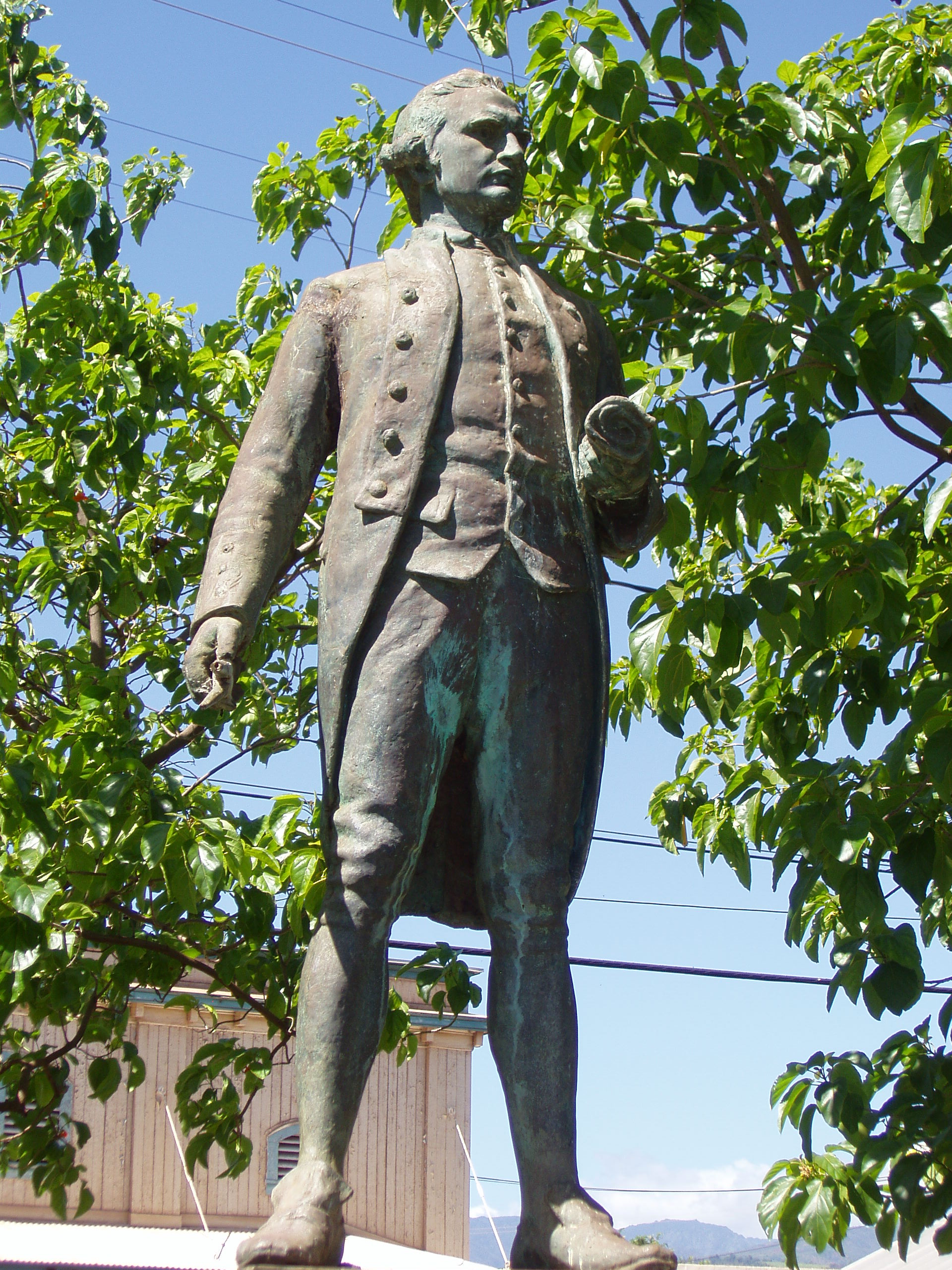
ワイメアにあるジェームズ・クック船長の銅像

以下は2000年の国勢調査による人口統計データである。
| 基礎データ - 人口: 58,463人 - 世帯数: 20,183 世帯 - 家族数: 14,572 家族 - 人口密度: 36人/km2（94人/mi2） - 住居数: 25,331 軒 - 住居密度: 16軒/km2（41/mi2） 人種別人口構成 - アジア人: 36.0% - 白人: 29.5% - 太平洋諸島系: 9.1% - アフリカン・アメリカン: 0.3% - ネイティブ・アメリカン: 0.4% - その他の人種: 0.9% - 混血: 23.8% - ヒスパニック・ラテン系: 8.2% | 年齢別人口構成 - 18歳未満: 26.4% - 18-24歳: 7.1% - 25-44歳: 27.2% - 45-64歳: 25.5% - 65歳以上: 13.8% - 年齢の中央値: 38歳 - 性比（女性100人あたり男性の人口） - 総人口: 100.1 - 18歳以上: 97.5 世帯と家族（対世帯数） - 18歳未満の子供がいる: 34.0% - 結婚・同居している夫婦: 53.9% - 未婚・離婚・死別女性が世帯主: 12.8% - 非家族世帯: 27.8% - 単身世帯: 21.4% - 65歳以上の老人1人暮らし: 7.7% - 平均構成人数 - 世帯: 2.87人 - 家族: 3.34人 |

## 町
下記の町はプウワイを除いて国勢調査指定地域であり、法人化都市は無い。カパアの人口は10,699人で最大である。その他の町は人口2,000人から3,000人くらいのものが多い。
| - アナホラ - エレエレ - ハナレイ - ハナマウル - ハナペペ - カラヘオ | - カリヒワイ - カパア - カウマカニ - ケカハ - キラウエア - コロア | - ラワイ - リフエ - 郡庁所在地 - オマオ - パカラビレッジ - ポイプ - プリンスビル | - プヒ - プウワイ — ニイハウ島唯一の村 - ワイルア - ワイルアホームステッズ - ワイメア |

## 経済

### 主要雇用主
2010年度カウアイ郡包括的財政報告書によると政府以外の郡内主要雇用主10傑は下表の通りである。
| 順位 | 雇用主                                                       | 従業員数 |
| ---- | ------------------------------------------------------------ | -------- |
| 1    | ハイアットホテルアンド・カウアイ・リゾート・アンド・スパ     | 997      |
| 2    | カウアイ・マリオット・リゾート・アンド・ビーチクラブ         | 564      |
| 3    | マヌカイ（ITT/ケアキ・テクノロジーズのジョイントベンチャー） | 529      |
| 4    | ウィルコックス記念病院                                       | 486      |
| 5    | ウォルマート                                                 | 417      |
| 6    | ビッグセイブ                                                 | 410      |
| 7    | セントレジス・プリンスビル・リゾート                         | 336      |
| 8    | シェラトン・カウアイ・リゾート                               | 309      |
| 9    | カウアイ・ビーチ・リゾート                                   | 250      |
| 10   | ナースファインダーズ                                         | 238      |

## 交通
カウアイ島へのアクセスにはリフエ空港がある。

## 姉妹都市
- フィリピン、バゲド
- オーストラリア、クックタウン
- 日本、沖縄県、石垣市
- 日本、滋賀県、守山市
- 日本、山口県、周防大島町
- 日本、福島県、いわき市
- タヒチ、パパエノオ
- フィリピン、サンタ
- フィリピン、ウルダネタ
- イギリス、ウィットビー